# Balthasar Cordier

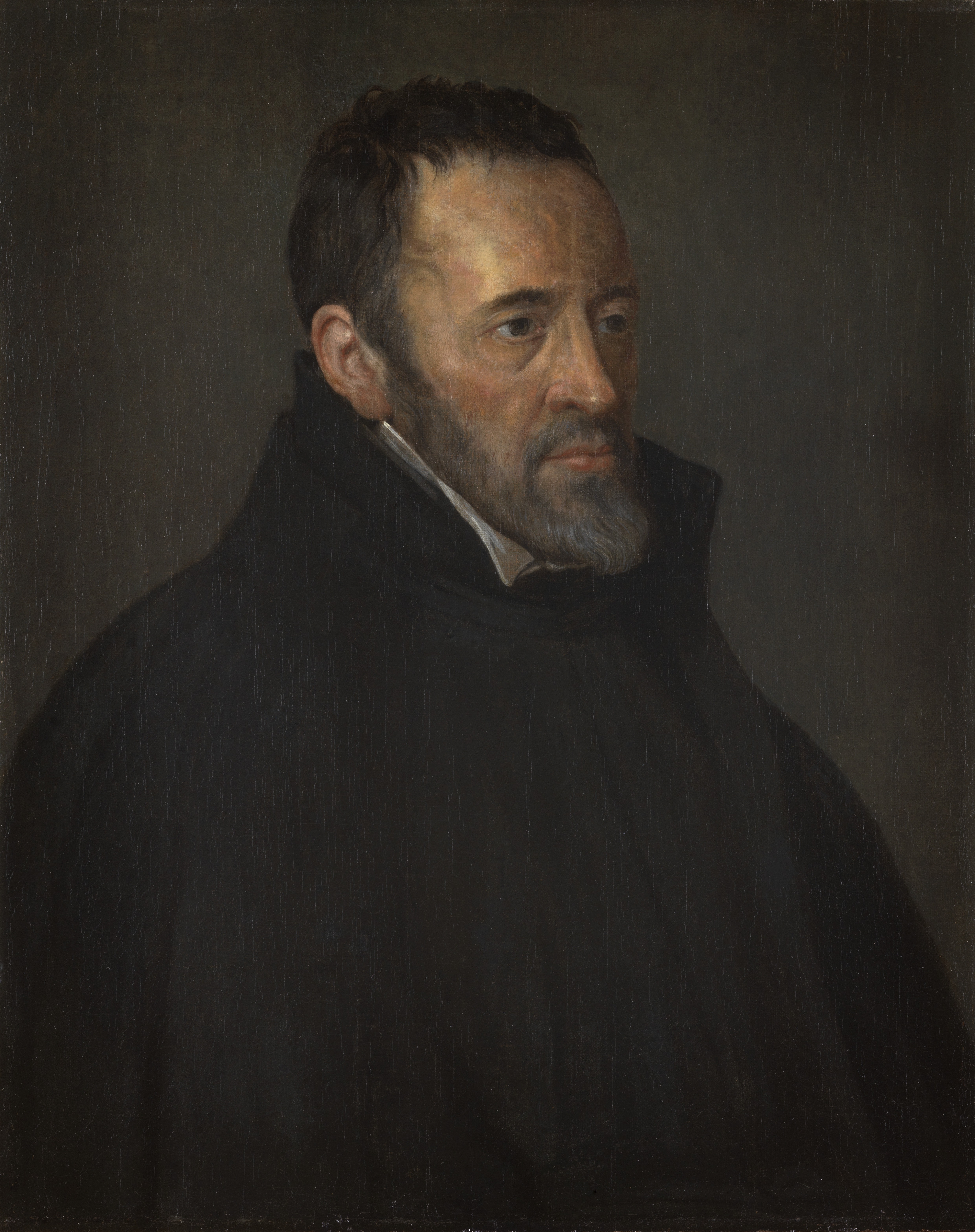
Retrato de Balthasar Corderius, Thomas Willeboirts Bosschaert, coleção Museu Plantin-Moretus

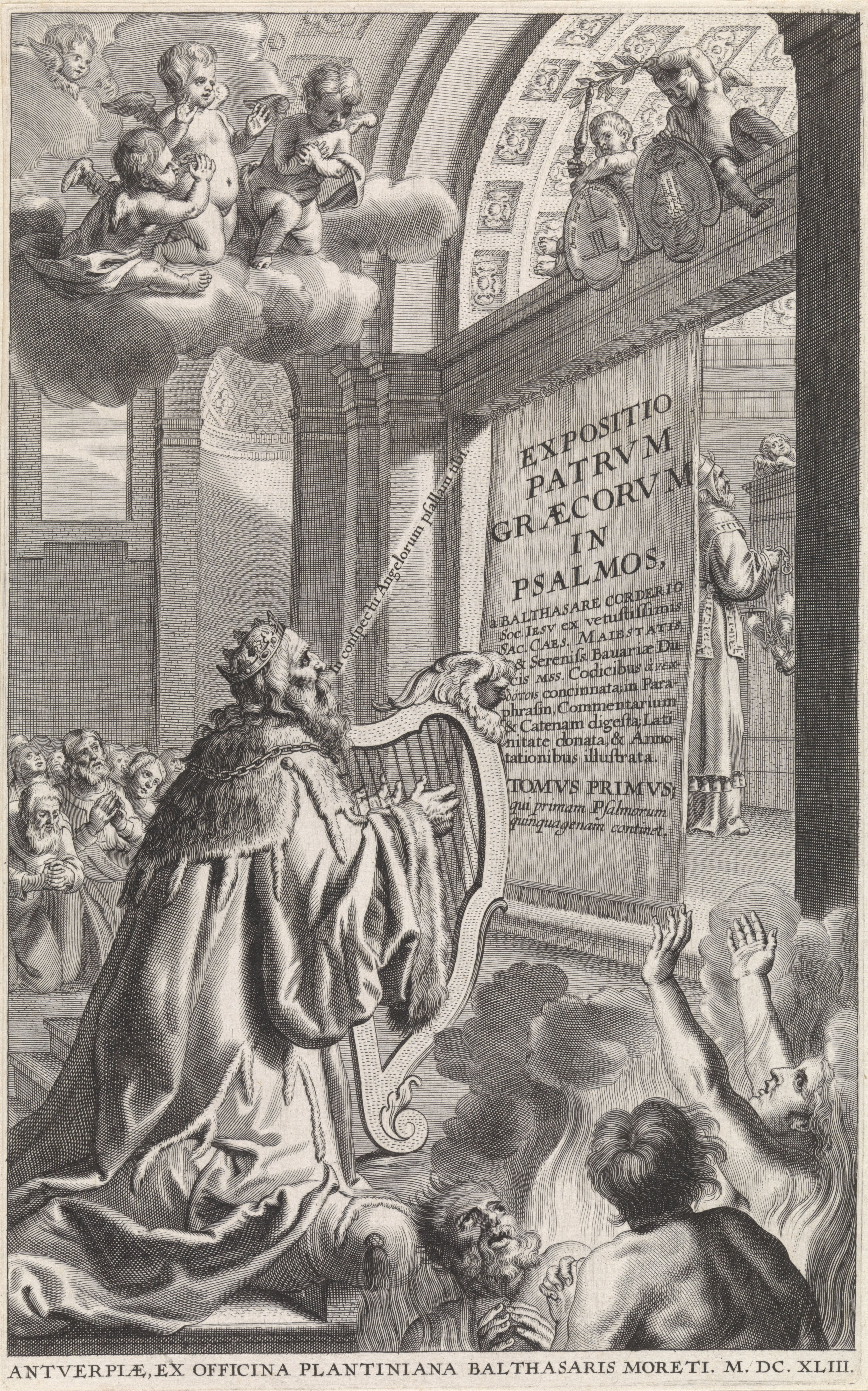
Balthasar Cordier, Expositio Patrum Graecorum in Psalmos, 1643. Antuérpia: Balthasar Moretus, 1643.

Balthasar Cordier (Corderius) (nascido em Antuérpia, 7 de junho de 1592; morto em Roma, 24 de junho de 1650) foi um exegeta jesuíta belga e editor de obras patrísticas. Entrou para a Companhia de Jesus em 1612 e, depois de ensinar grego, teologia moral e Sagrada Escritura, dedicou-se a traduzir e editar manuscritos de catenae gregas e outras obras dos Padres Gregos, para os quais procurou nas bibliotecas da Europa.

## Obra
Ele publicou o seguinte:
- Catena sexaginta quinque Patrum græcorum in S. Lucam (Antuérpia, 1628)
- Catena Patrum græcorum in S. Joannem (Antuérpia, 1630)
- Joannis Philoponi in cap. I Geneseos ... libri septem (Antuérpia, 1630)
- S. Cyrilli apologiæ morales (Viena, 1630)
- Opera S. Dionysii Areopagitæ cum S. Maximi scholiis (Antuérpia, 1634)
- Expositio Patrum græcorum in Psalmos (Antuérpia, 1643–46)
- Symbolæ in Matthæum (2 vols., dos quais, no entanto, apenas o segundo é dele; Toulouse, 1646–47)
- S. Dorothei archimandritæ institutiones asceticæ (Antuérpia, 1646)
- S. P. N. Cyrilli archiepiscopi Alexandini homiliæ XIX in Jeremiam (Antuérpia, 1648)[1]
- Job Illustratus (Antuérpia, 1646; reimpresso no Cursus S. Scripturæ XIII e XIV de Migne, e na edição de Cornélio a Lápide), um comentário sobre o Livro de Jó